# 奥特朗托城堡

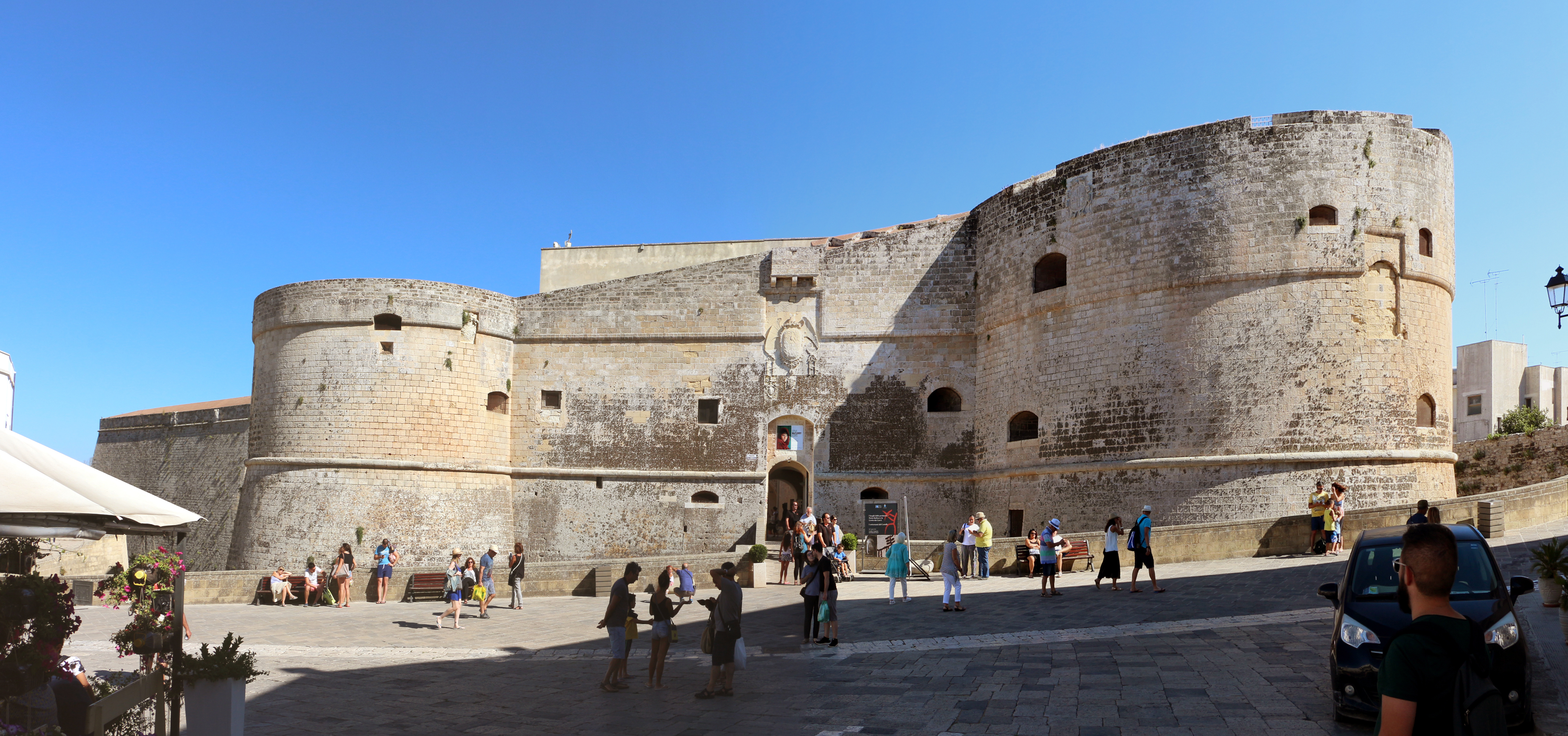

奥特朗托城堡（Castello di otranto）位于意大利东南部普利亚大区莱切省奥特朗托。城堡由神圣罗马帝国皇帝腓特烈二世所建，1485-1498年由那不勒斯的阿方索二世重建。平面不规则，有五条边，周围由护城河环绕。最初仅有一个入口，门前设吊桥。城堡包括三座圆柱形塔楼和一座名为“钻石之首”（Punta di Diamante）的堡垒。入口处悬挂着皇帝查理五世的纹章。
这座城堡因第一部哥特小说《奥特兰托堡》而著称。